# Немировский конгресс
Неми́ровский конгре́сс 1737 года — съезд уполномоченных России, Австрии и Османской империи в Немирове во дворце графа Юзефа Потоцкого, с целью урегулировать военно-политические вопросы, вытекавшие из результатов военной кампании 1736 года, в ходе русско-турецкой войны 1735—1739 годов.

## Предыстория

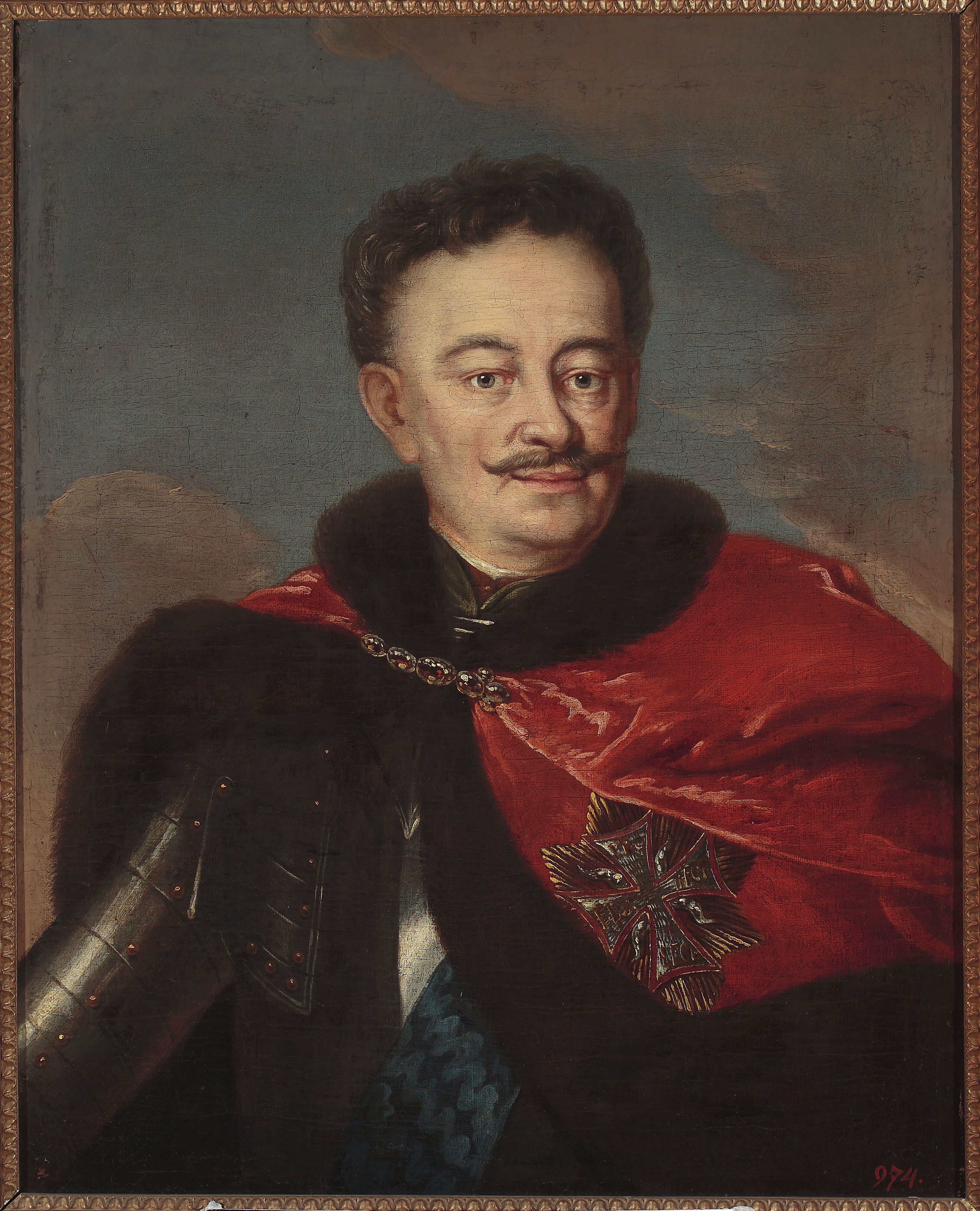
Владелец Немировского дворца гетман Потоцкий

В течение 1736 года русская дипломатия настойчиво старалась заставить императора Карла VI вступить в войну с Портой. В 1735—1736 годах при венском дворе сложилось две партии. Сторонников войны возглавляли гофканцлер граф Филипп Людвиг Венцель фон Зинцендорф и статс-секретарь барон Иоган Кристоф фон Бартенштейн. Мирную партию возглавляли генералиссимус принц Евгений Савойский и генерал-фельдмаршал Лотарь Доминик фон Кёнигсегг-Ротенфельс. Последовавшая в 1736 году смерть принца Евгения и отказ османского двора от переговоров с Россией при посредничестве императора, заключение Турцией мира с Ираном и активность русских дипломатов подорвали позиции мирной партии. 28 декабря 1736 (8 января 1737) года была подписана конвенция о совместном выступлении союзников против Турции, но территориальные претензии и план операций определены не были.
Венский двор все ещё оставался в неведении относительно претензий российского двора к Турции, зная только о стремлении России к восстановлению границ 1700 года. В декабре 1736 года австрийский посол в России, полномочный министр граф Генрих Карл фон Оштайн подал промеморию с запросом о претензиях России к Турции. В России было известно о неприятных для императрицы Анны (выступавшей, как и все русские монархи, защитницей прав православных) планах венского двора по присоединению не только исламской Боснии, но православных Валахии и частей Сербии и Албании. В конце января 1737 года в Вене вновь укрепились позиции «мирной партии».
20 (31) января 1737 года граф Оштайн предложил от имени императора Карла согласовать требования союзников к Турции и провести в апреле конгресс трёх держав. Посол предложил «пункты, которые по мнению других держав за основание мирного трактата с Портою не в указ положены быть могут»:
— восстановление мира 1700 года и объявление его «вечным правилом между обоими государствами» (Россией и Турцией);
— отмена Прутского договора 1711 года;
— передача Азова России;
— переход покоренных в ходе войны татар в подданство России;
— разрешение спора о границах на основе договора 1700 года или по принципу uti possidenti («настоящего владения»);
— согласование мер по обеспечению мира на границах, чтобы «впредь от подданных одной стороны подданным другой стороны набегами, хищениями, грабежами или иным каким образом никакого убытка и обиды чинёно не было»;
— декларирование о разрешении конфликтов в будущем мирным путём;
— исправление австрийско-турецкого торгового договора 1718 года;
— продление Пожаревацкого трактата на 25 лет;
— включение Австрии в русско-турецкий договор, как договаривающейся стороны;
— декларация австрийского императора о нежелании расширения своих владений;
Условия объявлялись действующими до мая 1737 года, когда планировалось провести конгресс. Одновременно посол сообщил, что в Петербург прибудет полковник фон Беренклау для согласования совместных военных операций. Предложенный австрийцами мирный план, отражал позицию не только «мирной партии» в Вене, но и позицию третьих сторон. В конце 1736 года венское правительство выяснило, что Версаль не будет возражать против восстановления условий Константинопольского мира 1700 года, но не допустит раздела балканских владений Турции. Франция опасалась захвата Россией левантийской торговли. Кроме того, Россия являлась союзником главного врага Франции в Европе — Священной Римской империи. По замечанию немецкого историка В. Медигера, главным устремлением Франции в это время было ослабление России, а после падения «восточного барьера» в Речи Посполитой, Турция осталась последним оплотом Версаля против роста могущества «Северной Пальмиры». Французский посланник в Константинополе маркиз Луи Совер де Вильнёв получил приказ всячески мешать русско-турецким переговорам.
Более сложной была позиция морских держав — Англии и Голландии. Имея значительные льготы в восточной торговле, они были обеспокоены возможной конкуренцией со стороны более географически близких Австрии и России. Ещё летом 1736 года послы Англии и Голландии начали зондировать планы Австрии и России; осознав, что победоносная война союзников будет больше угрожать их интересам, чем мирное разрешение конфликта, морские державы решили сделать все для подписания мира на условиях 1700 и 1718 годов. Английский и Голландский посланники в Константинополе изъявили готовность быть посредниками.

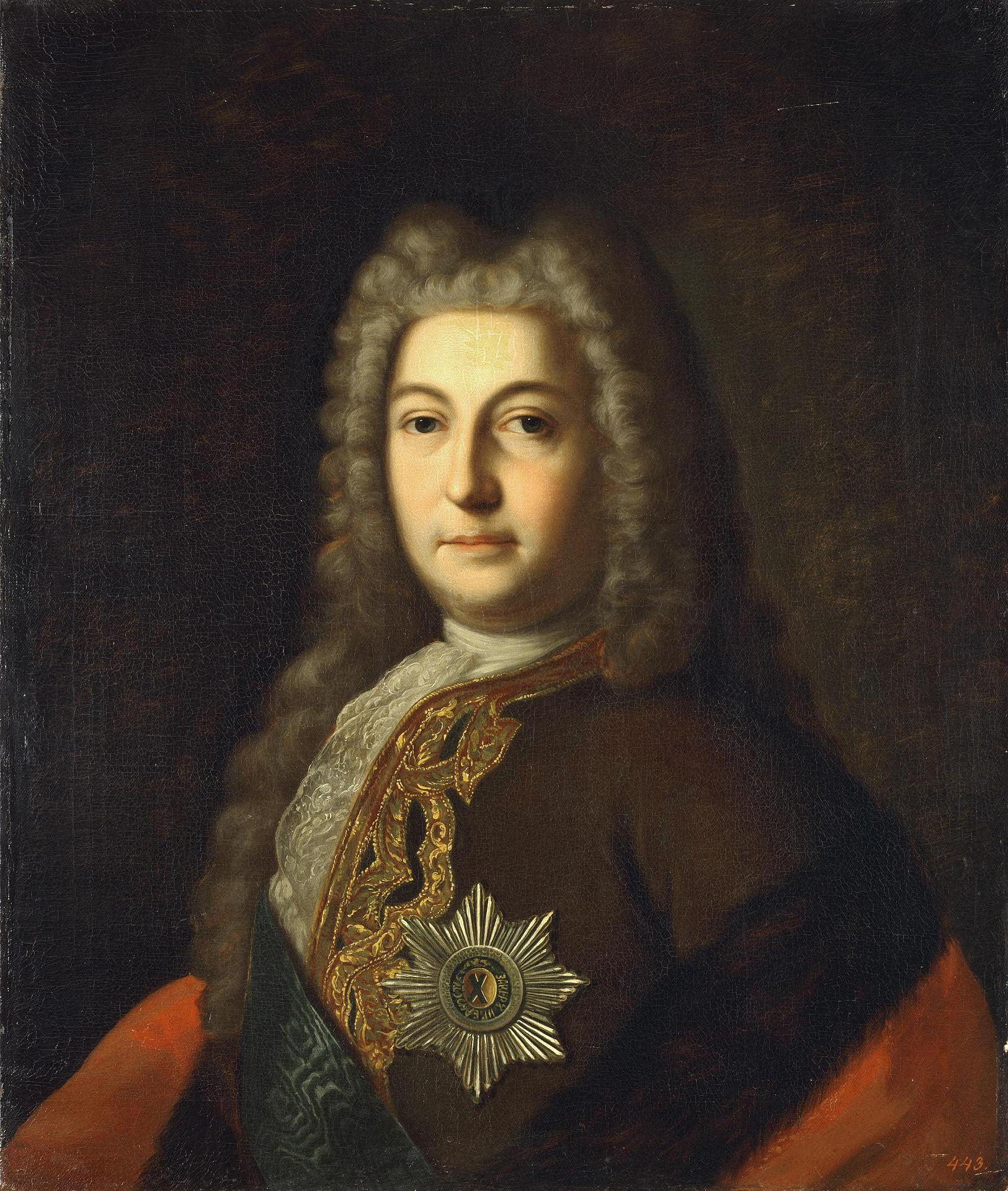
Вице-канцлер, первый кабинет-министр граф Андрей Иванович Остерман

Вице-канцлер Российской империи граф Андрей Остерман, отлично понимая причины заинтересованности европейских держав, решил тянуть время. Австрийскому посланнику он объявил, что российские условия будут оглашены только на конгрессе и добавил: «Многое же и лишное требовать, в чём ещё и сами утверждаться не намерены, точию напрасную жалузию причинить и к здешней обиде и предосуждению касаться могло б». К январю 1737 года был уже готов план военных операций против Турции, а у Австрии освободились войска. Испанская армия покинула Тоскану, а французы очистили Кель, Трир и Филиппсбург. Таким образом, сторонники войны в Вене упрочили свои позиции.
В это время президент Хофкригсрата Лотарь фон Кёнигсегг обменялся письмами с Великим визирем. Визирь сообщил о готовности подтвердить условия договоров 1700 и 1718 годов. Как сообщал русский посланник при венском дворе Людвиг Ланчинский, «число желающих мира по прибытии визирского листа умножается и говорят, что здешнему двору только продолжение с турками перемирия и уничтожение вредного комерц-трактата необходимо надобны, еже-да чрез трактат получить лехко. И тако остается старание, дабы Россия через трактат же удовольствована была, а здешния земли отдохнули».
Конец колебаниям положил набег крымского хана. 12 февраля 1737 года крымская орда, прорвав Украинскую линию, вторглась в земли Миргородского и Полтавского полков. Набег был отбит, но набег показал непрочность заверений Визиря. Среди военных усилилось желание обеспечить безопасность Украины, нанеся удар по Крыму. 20 февраля (3 марта) 1737 года в Вене собрался военный совет, в целом поддержавший российский план военной кампании. Решение о войне было принято, но у «мирной партии» ещё оставались доводы.
4 (15) марта граф Оштайн в беседе с вице-канцлером графом Остерманом показал письмо австрийского резидента в Константинополе барона Леопольда фон Тальмана. Тальман встретился с Великим визирем и добился согласия провести переговоры на нейтральной территории. Несмотря на то, что решение о войне уже было принято, русский двор согласился на переговоры. Граф Остерман не хотел выставить Россию противницей мира. 9 (20) марта граф Остерман сообщил австрийскому посланнику, что императрица Анна утвердила состав мирной делегации и желает видеть местом проведения переговоров Белую Церковь или Немиров. Граф Оштайн сообщил вице-канцлеру, что представлять интересы императора Карла на переговорах уполномочены он и барон фон Тальман. Остерман раскритиковал позицию Тальмана, который, по его мнению, открывает туркам российские условия мира и поддается «на пустые и к единому коварству и обману клонящиеся ласкания».
Тем временем война приближалась. 18 (29) марта в Санкт-Петербурге граф Генрих фон Оштайн, с одной стороны, граф Андрей Остерман и кабинет-министр князь Алексей Черкасский, с другой стороны, подписали союзную декларацию о вступлении Австрии в войну. Вскоре стало известно, что 11 (22) марта Тальман объявил Великому визирю ультиматум: император начнет войну с Турцией, если до 1 мая султан не вступит в переговоры с Россией. 5 (16) апреля статс-секретарь Бартенштейн сообщил русскому посланнику Ланчинскому, что султан принял ультиматум и желает видеть местом проведения мирного конгресса Белую Церковь.
В апреле русская армия начала военные действия. 18 апреля армия фельдмаршала графа Бурхарда Миниха начала переправу через Днепр. 4 мая армия фельдмаршала графа Петра Ласси выступила из Азова, а 25 июня прорвалась в Крым, обойдя Перекоп по Арабатской стрелке. 12 июля армия Ласси разбила ханские войска на реке Салгир, одновременно, армия графа Миниха взяла Очаков.
Когда Миних начал переправу через Днепр, русский посланник Ланчинский развернул в Вене бурную деятельность, стремясь ускорить начало войны со стороны Австрии. Как писал сам Ланчинский, он «представлял министрам, а потом и барону Бартенштейну зело докучно и пространно, что уже пришло самое время, чтоб здешнее войско в турецкую область вступило, и операции начаты были на основе союза».
Несмотря на активность русского дипломата, австрийская армия начала переправу через Саву и Дунай только 24 мая (4 июня). 4 (15) июля в Сербии австрийская армия взяла замки Рашна и Лешница, в Боснии блокировали крепости Бихач, Яйце и Банья-Лука, в Валахии заняли Кымпу-Лунг, Питешты, а 13 (24) июля австрийские войска взяли Бухарест. Вскоре, однако, туркам удалось создать численный перевес. 20-21 июля (31 июля — 1 августа) корпус принца Заксен-Хильдбургхаузена потерпел поражение и отступил за Саву. В тылу австрийцев продолжал сопротивление опорный пункт турок Видин. Австрийская армия начала испытывать затруднения. Как доносили русские атташе при австрийском командовании полковник Даревский и ротмистр фон Таубе, «сверх того цесарю овладением сих жителей, которые христианской веры, более пользы нет, токмо что они противу армеи ничего неприятельского не делают, за что их особливо ласкают и от всяких насильств охраняют. Напротив того, они так упрямы, что они за деньги ничего не продают, или хотя продают, то однако ж тройную цену за то берут, и тако армии от них мало пользы».
В таких условиях 11 (22) июля в Немирове открылся мирный конгресс.

## Конгресс в Немирове

### Состав делегаций сторон
Россию на конгрессе представляли:
- барон Пётр Павлович Шафиров — участник переговоров в Гяндже и на реке Прут;
- Артемий Петрович Волынский — креатура герцога Эрнста Бирона;
- Иван Иванович Неплюев — бывший посол в Турции.

Общее руководство делегацией осуществлял из Петербурга вице-канцлер граф Андрей Иванович Остерман.
Представители Священной Римской империи:
- граф Генрих Карл фон Оштайн — полномочный министр в России;
- барон Леопольд фон Тальман — австрийский посланник при османском дворе.

Руководство делегацией осуществляли из Вены гофканцлер граф Филипп Людвиг фон Зинцендорф и статс-секретарь барон Иоган Кристоф фон Бартенштейн.
Представители Османской империи:
- раис-эфенди Метиней;
- эфенди Мустафа.

Руководство осуществлял из Константинополя Великий визирь Абдул-Паша.

### Ход Конгресса

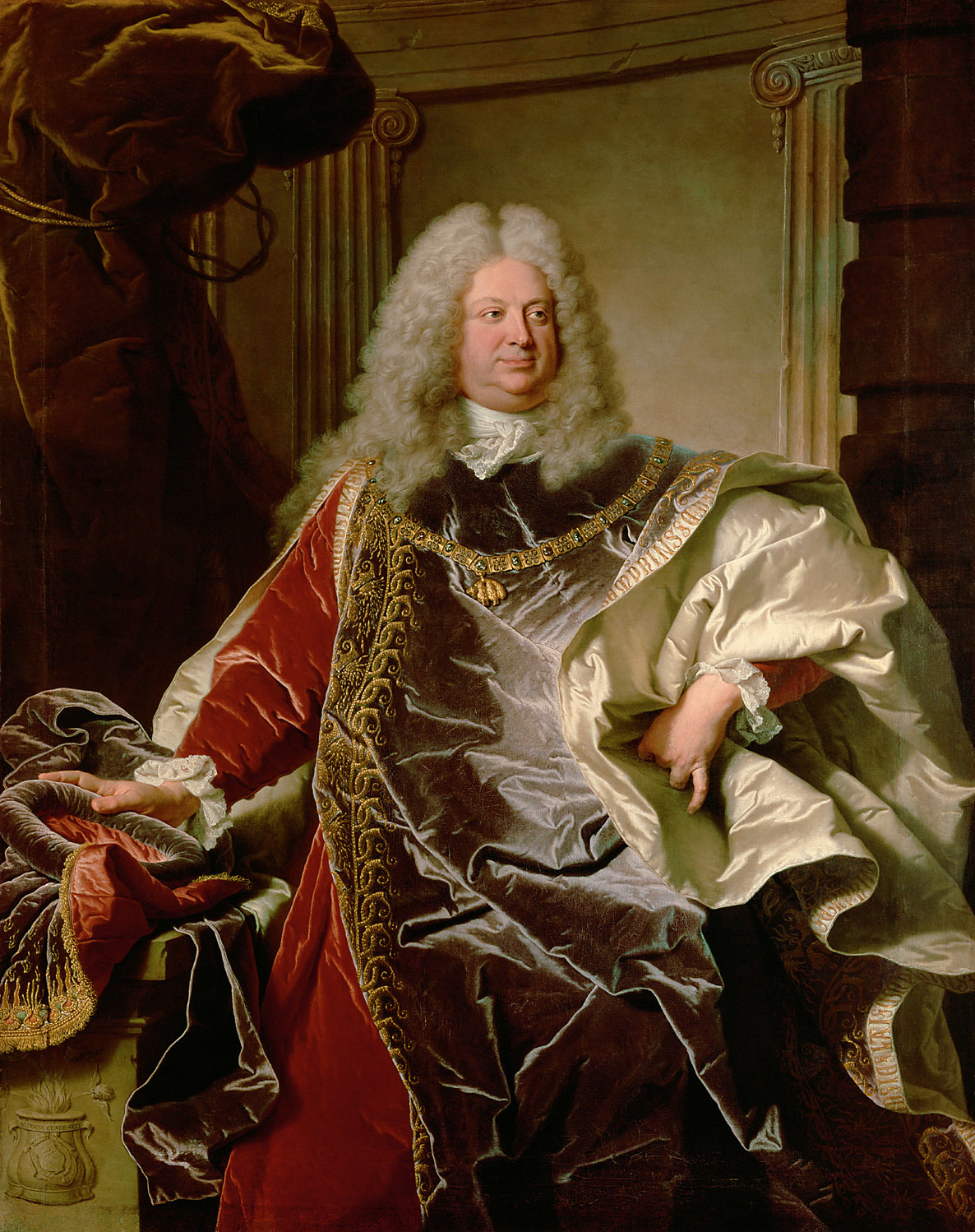
Оберстгофканцлер граф Филипп Людвиг фон Зинцендорф

У российской делегации было несколько вариантов для переговоров. В первую очередь, представители России должны были предъявить максимальные требования — установление границ по Днестру и Кубани, переход в российское подданство Крыма (как вариант, выкуп полуострова за 120—150 000 рублей) без права иметь флот в гаванях полуострова, либо выселение с полуострова татар. Более умеренные требования заключались в отказе от Крыма, но требовали передаче России Керчи и Еникале. Хотин, по этому варианту, должен был быть передан Польше, а Кабарда объявлялась нейтральной территорией. Третий, самый умеренный вариант, предполагал установление границ по реке Кубань, берегу Азовского моря до реки Берда и далее по Днепру и Днестру, срытие укреплений Очакова, Кинбурна и Перекопа, выплата 6 миллионов таллеров за убытки от набегов крымских татар и предоставление русским купцам прав свободной торговли на территории Османской империи.
Австрийская сторона не имела цели препятствовать России в утверждении её завоеваний. Претензии на Крым и Тамань были хорошо известны в Вене. Для российской стороны не были новостью претензии Вены на Валахию, Боснию, Южную Сербию и Албанию, но союзники не согласовали свои требования до открытия Конгресса, что вызвало ряд неприятных сюрпризов.
На конгрессе выяснилось, что австрийская сторона, помимо Валахии, претендует на Молдавию. Уступить Австрии оба православных региона не могли ни императрица Анна, ни российский кабинет министров. Православное население обоих регионов входило в сферу религиозного и политического влияния России. Независимость Валахии и Молдавии тоже не смогла устроить союзников по причине спора о протекции. В свою очередь, претензии российского двора на покровительство Валихии и Молдавии стали шоком для австрийских министров. Эти споры могли быть урегулированы между союзниками, но не на самом конгрессе перед лицом турецкой стороны.
Самая сложная задача стояла перед турецкой делегацией. Турецкие послы получили от султана приказ не уступать ничего. Положение послов султана облегчалось спорами союзников, которые можно было использовать в свою пользу. Как наихудший вариант, турки рассматривали договор на условиях 1700 и 1718 годов. В этом они рассчитывали на помощь послов морских держав. 3 августа императрица Анна отклонила предложение о посредничестве, но посланцы Англии, Голландии и Франции присутствовали в Немирове. Французский посол маркиз де Вильнёв, имевший приказ сорвать переговоры, советовал визирю затягивать переговоры, давая возможность союзникам рассориться самим.
Из-за задержки, связанной с подтверждением полномочий турецкой делегации, первое заседание конгресса состоялось только 5 (16) августа 1737 года. К этому времени русские войска уже покинули Крым, а австрийская армия оставила Валахию и Боснию.
8 (19) августа российская делегация выдвинула следующие требования: присоединение к России Крыма и Тамани («токмо единаго ради вечнаго безопаснаго покоя, яко же и Порта от таких диких народов никакого прибытка не имела»), свобода торговли и протекторат России над Валахией и Молдавией. Дальнейшие переговоры стали «разговором слепого с глухим». Оштайн выступил против российских претензий на Валахию и Молдавию даже более яростно, чем турки, и в ответ заявил о претензиях императора на Боснию, Сербию, Албанию, Валахию и Молдавию. Турки потребовали возвращения Очакова, Азова и Тамани, хотя и выразили готовность возместить России военные расходы.
Вскоре союзники смогли, наконец, договориться и 11 (22) августа выступили с совместными требованиями: для России Турция должна была уступить Азов и Кинбурн, установить границы по Днестру и Кубани, обязаться срыть перекопские укрепления; для Австрии — уступить Ниш, Видин, Нови-Сад (в крайнем случае, разорить Видин и обменять Зворник на Бихач) и исправить торговый договор. Так же стороны должны были гарантировать нерушимость границ всех трёх держав.
В это время в Турции был назначен новый Великий визирь Музилин-Оглы-Паша и турецкая делегация попросила 40 дней для согласования позиции с Константинополем и раздумий. Новые требования были достаточно умеренными, но турки, подстрекаемые де Вильнёвым, ответили отказом.
Стороны перестали полагаться на успех переговоров. Союзники упрекали друг друга в неуступчивости. 4 сентября граф Зинцендорф даже не смог выслушать доклад Ланчинского, в отчаянии повторяя — «Ваши кондиции! Ваши кондиции!», а новые подстрекательства маркиза де Вильнёва окончательно поставили точку на конгрессе. 20 сентября султанский драгоман Гикас, правда, предложил Волынскому подписать договор на основе положений 1700 года и создания нейтральной зоны путём разорения земель от Киева и Васильчикова до Бендер и Очакова, но это предложение, не дающее гарантии от татарских набегов, было отвергнуто.
7 октября турецкие послы покинули Немиров. Мирный конгресс провалился.